# 오탄당 인산 경로

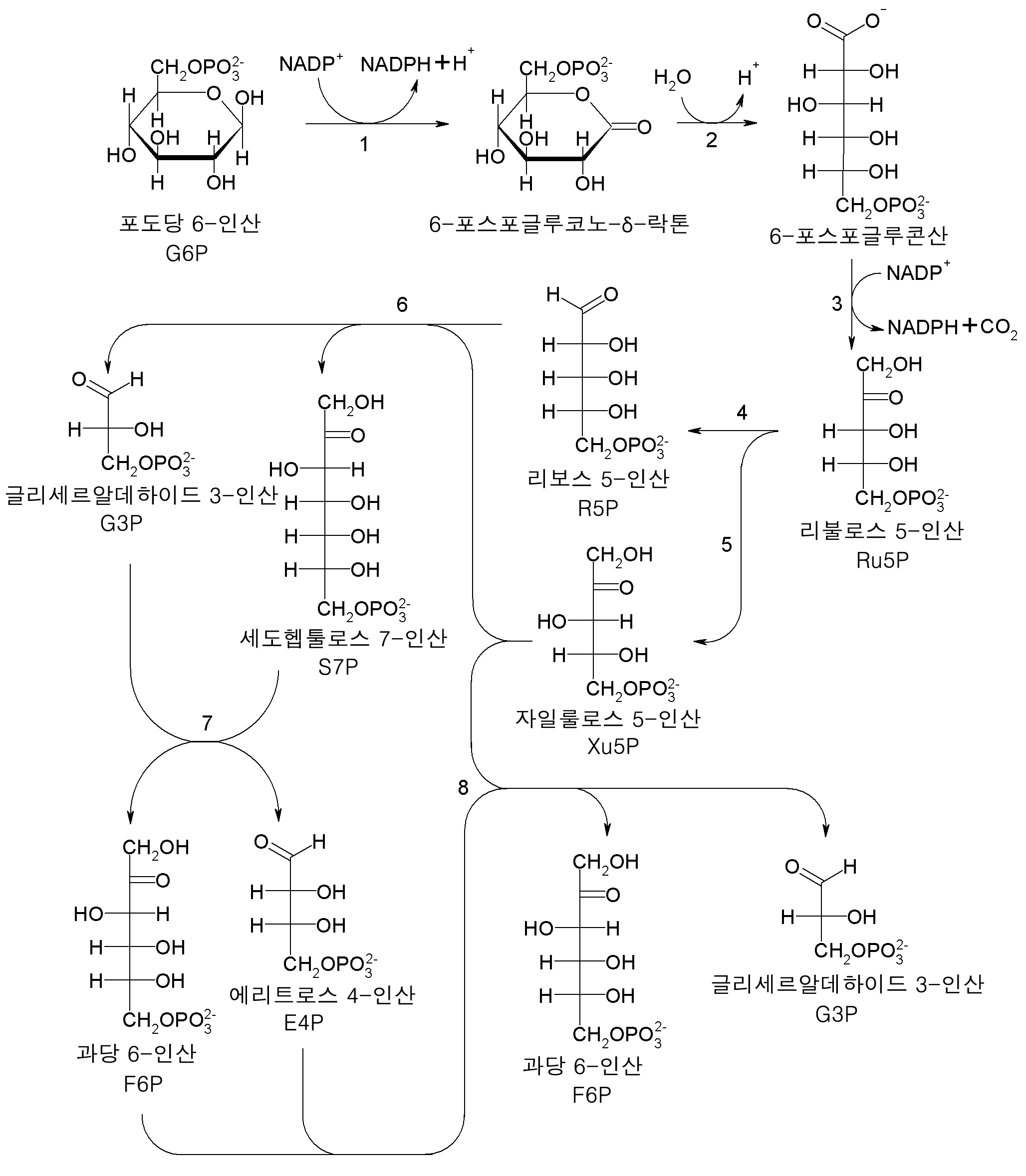
오탄당 인산 경로

오탄당 인산 경로(五炭糖燐酸經路, 영어: pentose phosphate pathway) 또는 포스포글루콘산 경로(영어: phosphogluconate pathway) 또는 육탄당 일인산 경로(六炭糖一燐酸經路, 영어: hexose monophosphate pathway)는 포도당 6-인산을 오탄당 인산으로 산화시키는 대사 경로이다. 오탄단 인산 경로는 NADPH와 오탄당 유도체인 리보스 5-인산을 생성하는데, 리보스 5-인산은 뉴클레오타이드의 합성을 위한 전구물질이다. 포도당의 산화를 포함하고 있지만, 오탄당 인산 경로의 주된 역할은 이화작용이라기 보다는 동화작용에 있다. 오탄당 인산 경로는 적혈구에서 특히 중요하다.
오탄당 인산 경로는 두 가지 구분되는 단계가 있다. 하나는 오탄당 인산과 NADPH를 생성하는 산화적 단계이고, 다른 하나는 오탄당 인산을 포도당 6-인산으로 재생하는 비산화적 단계이다. 대부분의 생물체의 경우, 오탄당 인산 경로는 세포질에서 일어나지만, 식물에서 대부분의 단계들은 색소체에서 일어난다.
해당과정과 유사하게, 오탄당 인산 경로는 매우 오래된 진화적 기원을 가지고 있는 것으로 보인다. 오탄당 인산 경로의 반응들은 대부분 현생 세포에서 효소 촉매의 작용으로 일어나지만, 시생누대의 바다 조건 하에서 비효소적으로도 일어날 수 있으며, 금속 이온 특히 철(II) 이온에 의해 촉매될 수 있다. 이것은 오탄당 인산 경로의 기원이 생물 발생 이전의 시대로 거슬러 올라갈 수도 있음을 시사한다.

## 결과
오탄당 인산 경로의 주요 결과는 다음과 같다.
- 세포 내에서 환원성 생합성 반응(예: 지방산 합성)에 사용되는 NADPH 형태의 환원 당량의 생성.
- 뉴클레오타이드 및 핵산의 합성에 사용되는 리보스 5-인산(R5P)의 생성.
- 방향족 아미노산의 합성에 사용되는 에리트로스 4-인산(E4P)의 생성.

방향족 아미노산은 목재의 리그닌을 포함한 많은 생합성 경로들의 전구물질이다.
핵산의 소화 과정에서 유래한 식이성 오탄당은 오탄당 인산 경로를 통해 대사될 수 있으며, 식이성 탄수화물의 탄소 골격은 해당과정/포도당신생합성의 중간생성물로 전환될 수 있다.
포유류에서 오탄당 인산 경로는 세포질에서만 일어나며, 사람의 간, 젖샘, 부신겉질에서 가장 활성이 높은 것으로 밝혀졌다. 오탄당 인산 경로는 인체에서 NADPH 생산의 약 60%를 차지하며, 신체가 환원력을 가지는 분자를 만드는 세 가지 주요 방법 중 하나이다.
세포에서 NADPH를 사용하는 방법 중 하나는 산화적 스트레스를 방지하는 것이다. NADPH는 글루타티온 환원효소를 통해 글루타티온을 환원시키는데, 환원된 글루타티온과 글루타티온 퍼옥시데이스는 반응성 과산화 수소(H2O2)를 물(H2O)로 전환시킨다. 만약 NADPH가 결핍되면, H2O2는 펜톤 화학에 의해 하이드록실 자유 라디칼로 전환될 것이고, 이것은 세포를 공격할 수 있다. 예를 들어, 적혈구는 글루타티온의 환원에 사용하기 위해 오탄당 인산 경로를 통해 대량의 NADPH를 생성한다.
과산화 수소는 종종 호흡 폭발로 불리는 과정에서 식세포에 대해 생성된다.

## 단계

### 산화적 단계
산화적 단계에서, 포도당 6-인산이 리불로스 5-인산으로 전환되는 과정에서 방출되는 에너지를 이용하여 두 분자의 NADP+가 두 분자의 NADPH로 환원된다.
|  |

전체적인 반응들은 다음과 같이 요약할 수 있다.
| 반응물                        | 생성물                            | 효소                        | 설명 |
| ----------------------------- | --------------------------------- | --------------------------- | --- |
| 포도당 6-인산 + NADP+         | → 6-포스포글루코노-δ-락톤 + NADPH | 포도당 6-인산 탈수소효소    | 탈수소화. 포도당 6-인산의 1번 탄소(C-1)의 하이드록실기는 카보닐기로 변하여 락톤을 생성하며, 이 과정에서 NADPH가 생성된다. |
| 6-포스포글루코노-δ-락톤 + H2O | → 6-포스포글루콘산 + H+           | 6-포스포글루코노락토네이스  | 가수분해 |
| 6-포스포글루콘산 + NADP+      | → 리불로스 5-인산 + NADPH + CO2   | 6-포스포글루콘산 탈수소효소 | 산화적 탈카복실화. NADP+는 전자수용체이며, NADPH, CO2, 리불로스 5-인산이 생성된다.                                        |

이러한 과정들의 전체적인 반응식은 다음과 같다.
포도당 6-인산 + 2 NADP+ + H2O → 리불로스 5-인산 + 2 NADPH + 2 H+ + CO2

### 비산화적 단계
|  |

| 반응물                                          | 생성물                                            | 효소                           |
| ----------------------------------------------- | ------------------------------------------------- | ------------------------------ |
| 리불로스 5-인산                                 | → 리보스 5-인산                                   | 리보스 5-인산 이성질화효소     |
| 리불로스 5-인산                                 | → 자일룰로스 5-인산                               | 리불로스 5-인산 3-에피머화효소 |
| 자일룰로스 5-인산 + 리보스 5-인산               | → 글리세르알데하이드 3-인산 + 세도헵툴로스 7-인산 | 트랜스케톨레이스               |
| 세도헵툴로스 7-인산 + 글리세르알데하이드 3-인산 | → 에리트로스 4-인산 + 과당 6-인산                 | 트랜스알돌레이스               |
| 자일룰로스 5-인산 + 에리트로스 4-인산           | → 글리세르알데하이드 3-인산 + 과당 6-인산         | 트랜스케톨레이스               |

순반응: 3 리불로스 5-인산 → 1 리보스 5-인산 + 2 자일룰로스 5-인산 → 2 과당 6-인산 + 글리세르알데하이드 3-인산

### 조절
포도당 6-인산 탈수소효소는 오탄당 인산 경로의 속도 결정 효소이다. 포도당 6-인산 탈수소효소는 NADP+에 의해 다른 자리 입체성 조절로 활성화되고, NADPH에 의해 강하게 억제된다. 간세포의 세포질에서 NADPH : NADP+의 비율은 일반적으로 약 100 : 1이다. 이것은 세포질을 매우 환원적인 환경으로 만든다. NADPH를 사용하는 대사 경로는 NADP+를 생성하며, NADP+는 포도당 6-인산 탈수소효소를 자극하여 더 많은 NADPH를 생성하도록 한다. 이 단계는 아세틸-CoA에 의해서도 억제된다.
또한 포도당 6-인산 탈수소효소의 활성은 세포질의 탈아세틸화효소인 시르투인 2에 의해 번역 후 조절된다. 시르투인 2-매개 탈아세틸화와 포도당 6-인산 탈수소효소의 활성화는 세포질의 NADPH를 공급하는 오탄당 인산 경로의 산화적 단계를 자극하여 산화적 손상을 방지하거나 지질 합성을 지원한다.

## 적혈구
포도당 6-인산 탈수소효소의 활성 수준(기능이 아님)의 몇 가지 결함은 지중해 및 아프리카 출신자들 사이에서 말라리아 원충인 Plasmodium falciparum에 대한 저항성과 관련이 있는 것으로 관찰되었다. 이러한 저항성에 대한 근거는 말라리아 원충의 충분한 성장을 위한 기생 생활의 주기를 길게 유지할 수 없도록 적혈구 세포막(적혈구는 말라리아 원충의 숙주 세포이다)을 약화시키는 것일 수 있다.

## 같이 보기
- 포도당 6-인산 탈수소효소 결핍증: 오탄당 인산 경로에 이상이 있는 유전병
- RNA
- 각기병
- 해당과정
- 칼빈 회로